# Colgar orisum
Colgar orisum är en insektsart som beskrevs av Medler 1989. Colgar orisum ingår i släktet Colgar och familjen Flatidae. Inga underarter finns listade i Catalogue of Life.